# Tobias Hage
Tobias Hage, född 18 augusti 1991 i Stockholm, är en svensk professionell ishockeyspelare som spelar för IF Björklöven i Hockeyallsvenskan.